# Голямо-Ново
Голямо-Ново (болг. Голямо Ново) — село в Болгарии. Находится в Тырговиштской области, входит в общину Тырговиште. Население составляет 1233 человека (2022).

## Политическая ситуация
В местном кметстве Голямо-Ново, в состав которого входит Голямо-Ново, должность кмета (старосты) исполняет Огнян Аспарухов Ангелов (Движение за права и свободы (ДПС)) по результатам выборов.
Кмет (мэр) общины Тырговиште — Красимир Митев Мирев (инициативный комитет) по результатам выборов.